# NHK山口放送局
NHK山口放送局（日语：NHK山口放送局），又译NHK山口广播电视台，是日本放送協會位於山口縣山口市、負責主管山口縣當地事務的地方广播电视台（放送局）。

## 频道频率一览

### 电视频道
- NHK综合频道（呼号JOLK-DTV）：
- NHK教育频道（呼号JOLB-DTV）：

### 广播频率
- NHK第一套广播（呼号JOLK）：
- NHK第二套广播（呼号JOLB）：
- NHK调频广播（呼号JOLK-FM）：

## 外部連結
- NHK山口放送局 （页面存档备份，存于）